# Wodosorek
Wodosorek (Chimarrogale) – rodzaj ssaków z podrodziny ryjówek (Soricinae) w obrębie rodziny ryjówkowatych (Soricidae).

## Zasięg występowania
Rodzaj obejmuje gatunki występujące w południowej, południowo-wschodniej i wschodniej Azji.

## Morfologia
Długość ciała (bez ogona) 80–135 mm, długość ogona 61–110 mm, długość tylnej stopy 19–28 mm; masa ciała 28,8–55 g.

## Systematyka
Rodzaj zdefiniował w 1877 roku brytyjski zoolog John Anderson na łamach The journal of the Asiatic Society of Bengal. Anderson wymienił dwa gatunki – Crossopus himalayicus J.E. Gray, 1842 i Sorex platycephalus Temminck, 1843 – z których gatunkiem typowym jest Crossopus himalayicus J.E. Gray, 1842 (wodosorek himalajski).

### Etymologia
- Chimarrogale (Chimmarogale): gr. χειμαρρος kheimarros ‘górzysty potok’; γαλεη galeē lub γαλη galē ‘łasica’[9].
- Crossogale: gr. κροσσοι krossoi ‘frędzle’[10]; γαλεη galeē lub γαλη galē ‘łasica’[11]. Typ nomenklatoryczny (oryginalne oznaczenie): Chimarrogale phaeura O. Thomas, 1898.

### Podział systematyczny
Klasyfikacja gatunkowa z podziałem na podrodzaje za Mammal Diversity Database, chociaż niektóre ujęcia systematyczne podnoszą Crossogale do rangi odrębnego rodzaju:
- Crossogale O. Thomas, 1921
  - Chimarrogale phaeura (O. Thomas, 1898) – wodosorek borneański
  - Chimarrogale sumatrana O. Thomas, 1921 – wodosorek sumatrzański
  - Chimarrogale hantu (J.L. Harrison, 1958) – wodosorek malajski
- Chimarrogale J. Anderson, 1877
  - Chimarrogale styani de Winton, 1899 – wodosorek chiński
  - Chimarrogale himalayica (J.E. Gray, 1842) – wodosorek himalajski
  - Chimarrogale leander O. Thomas, 1902
  - Chimarrogale varennei O. Thomas, 1927
  - Chimarrogale platycephala (Temminck, 1842) – wodosorek japoński